# Martin Marcellusi
Martin Marcellusi (Rome, 5 april 2000) is een Italiaans wielrenner die anno 2022 rijdt voor Bardiani CSF Faizanè.

## Carrière
Als junior en belofterenner behaalde Marcellusi meerdere ereplaatsen in Italiaanse UCI- en amateurkoersen, waaronder een tweede plaats in de Trofeo Città di San Vendemiano in 2019 en een derde plaats in de Ruota d'Oro in 2021. In 2022 werd hij prof bij Bardiani CSF Faizanè. Zijn debuut voor de ploeg maakte hij in de Grote Prijs Megasaray, die hij afsloot op de vijftiende plaats. In de door Dušan Rajović gewonnen Trofej Poreč sprintte hij naar de zevende plek. In maart reed Marcellusi de hele dag in de aanval in Milaan-Turijn. Twee weken later won hij de Trofeo Piva door met negen seconden voorsprong op Marco Frigo solo als eerste over de finish te komen.

## Overwinningen
2022
Trofeo Piva
2023
Bergklassement Ronde van de Limousin-Nouvelle-Aquitaine

## Resultaten in voornaamste wedstrijden
| Jaar | Ronde van Italië | Ronde van Frankrijk | Ronde van Spanje |
| ---- | ---------------- | ------------------- | ---------------- |
| 2023 |                  |                     |                  |
| 2024 | 99e              |                     |                  |
| 2025 | 75e              |                     |                  |

| Jaar | Milaan-San Remo | Ronde van Lombardije |
| ---- | --------------- | -------------------- |
| 2023 |                 | 53e                  |
| 2024 | 116e            |                      |
| 2025 | 124e            |                      |

## Ploegen
- 2022 –  Bardiani CSF Faizanè
- 2023 –  Green Project-Bardiani-CSF-Faizanè
- 2024 –  VF Group-Bardiani CSF-Faizanè
- 2025 –  VF Group-Bardiani CSF-Faizanè

Battaglin · Bonillo · Cañaveral · Colnaghi · Covili · El Gouzi · Fiorelli · Gabburo · Marcellusi · Martinelli · Mazzucco · Modolo · Mulubrhan (vanaf 21/4) · Nieri · Pellizzari · Pinarello · Rastelli · Santaromita · Tarozzi · Tolio · Tonelli · Trainini (tot 5/4) · Visconti (tot9/3) · Zana · Zanoncello · Zoccarato · Magli (stagiair)
Bonillo · Colnaghi · Conforti · Covili · El Gouzi · Fiorelli · Gabburo · Lucca · Magli · Marcellusi · Martinelli ·  Mulubrhan · Nieri · Paletti · Pellizzari · Petrucci (tot 9/2) · Pinarello · Rastelli · Santaromita · Scalco · Scott (tot 20/7) · Tarozzi · Tolio · Tonelli · Zanoncello · Zoccarato · Cadena (stagiair) · Cavallo (stagiair) · Rojas (stagiair)
Biagini · Colnaghi · Conforti · Covili · Fiorelli · Gabburo · Lucca · Magli · Marcellusi · Martinelli · Paletti · Pellizzari · Pinarello · Pinazzi · Pozzovivo (vanaf 25/2) · Rojas · Scalco · Tarozzi · Tolio · Tonelli · Turconi · Zanoncello · Zoccarato